# Тополя (Пільський повіт)
Тополя (пол. Topola, нім. Töppeln) — село в Польщі, у гміні Лобжениця Пільського повіту Великопольського воєводства.
Населення — 337 осіб (2011).
У 1975-1998 роках село належало до Пільського воєводства.

## Демографія
Демографічна структура станом на 31 березня 2011 року:
|          | Загалом | Допрацездатний вік | Працездатний вік | Постпрацездатний вік |
| -------- | ------- | ------------------ | ---------------- | -------------------- |
| Чоловіки | 190     | 48                 | 119              | 23                   |
| Жінки    | 147     | 40                 | 84               | 23                   |
| Разом    | 337     | 88                 | 203              | 46                   |